# Apsus Vallis
Apsus Vallis és una formació geològica de tipus vallis a la superfície de Mart, localitzada amb el sistema de coordenades planetocèntriques a 35.78 ° latitud N i 135.52 ° longitud E, que fa 121.56 km de diàmetre. El nom va ser aprovat per la UAI l'any 1985 i fa referència a una característica d'albedo.